# Shinjuku Swan
Série
Shinjuku Swan 2
(2017)
Pour plus de détails, voir Fiche technique et Distribution.
Shinjuku Swan (新宿スワン) est un film japonais, réalisé par Sion Sono en 2015.
Il est tiré du manga Shinjuku Swan (en) de Ken Wakui. Il a pour suite Shinjuku Swan 2.

## Synopsis
Shiratori Tatsuhiko erre dans les rues de Shinjuku à Tokyo. Un jour, il tombe sur Mako, un influent recruteur d'hôtesses et de prostitués, qui le prend sous son aile. Shiratori se retrouve alors entraîné dans une rivalité entre clans de proxénètes, dont les ressorts le touchent bien plus qu'il ne l'imagine.

## Fiche technique
- Titre : Shinjuku Swan
- Titre original : 新宿スワン
- Réalisation : Sion Sono
- Scénario : Mataichirō Yamamoto (ja) et Osamu Suzuki (ja), d'après le manga homonyme de Ken Wakui[2]
- Producteurs : Takeshi Suzuki, Toshiie Tomida, Mataichirō Yamamoto (ja)
- Musique : Naoki Ōtsubo
- Photographie : Hideo Yamamoto (ja)
- Montage : Shūichi Kakesu (ja)
- Décors : Toshihiro Isomi (ja)
- Sociétés de production : Happinet, Kōdansha
- Sociétés de distribution : Sony Pictures Entertainment (Japon)
- Pays d'origine :  Japon
- Langue originale : japonais
- Format : couleur - 2,35:1 - numérique
- Genres : Action et comédie
- Durée : 139 minutes[3]
- Dates de sortie :
  - Japon : 30 mai 2015[3]

## Distribution
Sauf indication contraire, les informations mentionnées dans cette section peuvent être confirmées par la base de données cinématographiques IMDb,  présente dans la section « Liens externes ».
- Gō Ayano : Tatsuhiko Shiratori
- Takayuki Yamada : Hideyoshi Minami
- Erika Sawajiri : Ageha
- Yūsuke Iseya : Mako
- Jun Murakami : Tokimasa
- Kōsuke Toyohara : Jin Yamashiro
- Erina Mano : Eiko
- Ken Yasuda (ja) : Matsukata

## Autour du film
- Le film, comme le manga dont il est tiré, restent inédits dans la plupart des pays francophones.
- En 2015, Sion Sono réalise pas moins de six films, dont Tag, The Whispering Star et Love & Peace.
- Sion Sono a réalisé une suite, Shinjuku Swan 2, sortie le 21 janvier 2017 au Japon[4].

## Distinctions

### Sélections
- 2015 : FanTasia, Canada (31 juillet)
- 2015 : Festival du film de Turin, Italie (21 novembre)
- 2016 : Festival international du film de Hong Kong, Hong Kong (25 mars)